# النادي الرياضي بدانية
النادي الرياضي بدانية هو نادي كرة قدم إسباني أٌسس عام 1927. يلعب النادي في الدوري الإسباني الدرجة الثالثة.